# Урочище «Солонівське»
Уро́чище «Соло́нівське» — ботанічний заказник місцевого значення в Україні. Розташований у межах  Дубенського району Рівненської області, на північ від села Солонів, у заплаві річки Стир, де вона утворює закрут. 
Площа 103 га. Перебуває у віданні Демидівської селищної ради. Створений рішенням облвиконкому №343 від 22.11.1983 року. 
Заказник створений для збереження болотного масиву в заплаві річки Стир, де наявна рідкісна болотна та лучна рослинність.